# بيت المدار (يريم)

تعديل مصدري - تعديل

بيت المدار محلة تابعة لقرية الحسور، التابعة لعزلة بني عمر بمديرية يريم إحدى مديريات محافظة إب في الجمهورية اليمنية.، بلغ تعداد سكانها 67 حسب تعداد اليمن لعام 2004.